# ناتاليا مجليفسكايا
ناتاليا مجليفسكايا هي مغنية وممثلة ومنتجة ومذيعة تلفاز أوكرانية. ولدت في 2 أغسطس 1975 في كييف أوكرانيا. حائزة على جائزة فنانة الشعب الأوكراني عام 2004.

## وصلات خارجية
- ناتاليا مجليفسكايا على موقع ميوزك برينز (الإنجليزية)
- ناتاليا مجليفسكايا على موقع ديسكوغز (الإنجليزية)
- ناتاليا مجليفسكايا على موقع كينوبويسك (الروسية)